# Coppa del Mondo di salto con gli sci 1998
La Coppa del Mondo di salto con gli sci 1998, diciannovesima edizione della manifestazione organizzata dalla Federazione Internazionale Sci, ebbe inizio il 29 novembre 1997 a Lillehammer, in Norvegia, e si concluse il 22 marzo 1998 a Planica, in Slovenia. Furono disputate 27 gare individuali, tutte maschili, in 20 differenti località: 4 su trampolino normale, 19 su trampolino lungo e 4 su trampolino per il volo. Non furono inserite nel calendario gare a squadre.
Nel corso della stagione si tennero a Oberstdorf i Campionati mondiali di volo con gli sci 1998, le cui singole prove furono ritenute valide anche ai fini della Coppa del Mondo, e a Nagano i XVIII Giochi olimpici invernali, non validi ai fini della Coppa, il cui calendario contemplò dunque un'interruzione nel mese di febbraio.
Lo sloveno Primož Peterka si aggiudicò sia la coppa di cristallo, il trofeo assegnato al vincitore della classifica generale, sia la Coppa di salto; il giapponese Kazuyoshi Funaki vinse il Torneo dei quattro trampolini, il tedesco Sven Hannawald la Coppa di volo e l'austriaco Andreas Widhölzl il Nordic Tournament. Peterka era il detentore uscente sia della Coppa generale, sia del Torneo.

## Risultati
| Data                                         | Località               | Nazione   | Trampolino                 | Spec. | Primo            | Secondo                     | Terzo                        |
| -------------------------------------------- | ---------------------- | --------- | -------------------------- | ----- | ---------------- | --------------------------- | ---------------------------- |
| 29 novembre 1997                             | Lillehammer            | Norvegia  | Lysgårdsbakken K120        | LH    | Dieter Thoma     | Jani Soininen               | Noriaki Kasai                |
| 30 novembre 1997                             | Lillehammer            | Norvegia  | Lysgårdsbakken K120        | LH    | Jani Soininen    | Masahiko Harada             | Dieter Thoma                 |
| 6 dicembre 1997                              | Val di Fiemme          | Italia    | Giuseppe Dal Ben K90       | NH    | Jani Soininen    | Primož Peterka              | Andreas Widhölzl             |
| 8 dicembre 1997                              | Villach                | Austria   | Villacher Alpenarena K90   | NH    | Masahiko Harada  | Dieter Thoma                | Mika Laitinen Primož Peterka |
| 12 dicembre 1997                             | Harrachov              | Rep. Ceca | Čerťák K90                 | NH    | Masahiko Harada  | Primož Peterka Dieter Thoma |                              |
| 20 dicembre 1997                             | Engelberg              | Svizzera  | Gross-Titlis-Schanze K120  | LH    | Andreas Widhölzl | Stefan Horngacher           | Janne Ahonen                 |
| 21 dicembre 1997                             | Engelberg              | Svizzera  | Gross-Titlis-Schanze K120  | LH    | Masahiko Harada  | Primož Peterka              | Stefan Horngacher            |
| Torneo dei quattro trampolini                |                        |           |                            |       |                  |                             |                              |
| 29 dicembre 1997                             | Oberstdorf             | Germania  | Schattenberg K115          | LH    | Kazuyoshi Funaki | Hiroya Saitō                | Ari-Pekka Nikkola            |
| 1º gennaio 1998                              | Garmisch-Partenkirchen | Germania  | Große Olympiaschanze K115  | LH    | Kazuyoshi Funaki | Masahiko Harada             | Hiroya Saitō                 |
| 4 gennaio 1998                               | Innsbruck              | Austria   | Bergisel K110              | LH    | Kazuyoshi Funaki | Sven Hannawald              | Janne Ahonen                 |
| 6 gennaio 1998                               | Bischofshofen          | Austria   | Paul Ausserleitner K120    | LH    | Sven Hannawald   | Hansjörg Jäkle              | Janne Ahonen                 |
| 11 gennaio 1998                              | Ramsau am Dachstein    | Austria   | W90-Mattensprunganlage K90 | NH    | Masahiko Harada  | Kazuyoshi Funaki            | Hiroya Saitō                 |
| 17 gennaio 1998                              | Zakopane               | Polonia   | Wielka Krokiew K116        | LH    | Kristian Brenden | Janne Ahonen                | Sven Hannawald               |
| 18 gennaio 1998                              | Zakopane               | Polonia   | Wielka Krokiew K116        | LH    | Primož Peterka   | Kazuyoshi Funaki            | Sven Hannawald               |
| Campionati mondiali di volo con gli sci 1998 |                        |           |                            |       |                  |                             |                              |
| 24 gennaio 1998                              | Oberstdorf             | Germania  | Heini Klopfer K185         | FH    | Sven Hannawald   | Kazuyoshi Funaki            | Kristian Brenden             |
| 25 gennaio 1998                              | Oberstdorf             | Germania  | Heini Klopfer K185         | FH    | Kazuyoshi Funaki | Dieter Thoma                | Sven Hannawald               |
| 5 febbraio 1998                              | Sapporo                | Giappone  | Ōkurayama K120             | LH    | Andreas Widhölzl | Jani Soininen               | Janne Ahonen                 |
| 1º marzo 1998                                | Vikersund              | Norvegia  | Vikersundbakken K175       | FH    | Andreas Widhölzl | Sven Hannawald              | Akira Higashi                |
| 1º marzo 1998                                | Vikersund              | Norvegia  | Vikersundbakken K175       | FH    | Takanobu Okabe   | Hiroya Saitō                | Noriaki Kasai                |
| 4 marzo 1998                                 | Kuopio                 | Finlandia | Puijo K120                 | LH    | Andreas Widhölzl | Primož Peterka              | Hiroya Saitō                 |
| Nordic Tournament                            |                        |           |                            |       |                  |                             |                              |
| 7 marzo 1998                                 | Lahti                  | Finlandia | Salpausselkä K116          | LH    | Janne Ahonen     | Andreas Widhölzl            | Kristian Brenden             |
| 8 marzo 1998                                 | Lahti                  | Finlandia | Salpausselkä K116          | LH    | Primož Peterka   | Jani Soininen               | Kristian Brenden             |
| 11 marzo 1998                                | Falun                  | Svezia    | Lugnet K115                | LH    | Primož Peterka   | Andreas Widhölzl            | Hiroya Saitō                 |
| 13 marzo 1998                                | Trondheim              | Norvegia  | Granåsen K120              | LH    | Masahiko Harada  | Noriaki Kasai               | Roberto Cecon                |
| 15 marzo 1998                                | Oslo                   | Norvegia  | Holmenkollen K112          | LH    | Primož Peterka   | Bruno Reuteler              | Masahiko Harada              |
| 21 marzo 1998                                | Planica                | Slovenia  | Bloudkova velikanka K120   | LH    | Kazuyoshi Funaki | Primož Peterka              | Hiroya Saitō                 |
| 22 marzo 1998                                | Planica                | Slovenia  | Bloudkova velikanka K120   | LH    | Noriaki Kasai    | Hiroya Saitō                | Martin Höllwarth             |

Legenda:

NH = trampolino normale

LH = trampolino lungo

FH = volo con gli sci

## Classifiche

### Generale
| Pos. | Nome             | Nazione   | Punti |
| ---- | ---------------- | --------- | ----- |
| 1    | Primož Peterka   | Slovenia  | 1253  |
| 2    | Kazuyoshi Funaki | Giappone  | 1234  |
| 3    | Andreas Widhölzl | Austria   | 1208  |
| 4    | Masahiko Harada  | Giappone  | 1120  |
| 5    | Hiroya Saitō     | Giappone  | 962   |
| 6    | Sven Hannawald   | Germania  | 953   |
| 7    | Jani Soininen    | Finlandia | 950   |
| 8    | Dieter Thoma     | Germania  | 921   |
| 9    | Janne Ahonen     | Finlandia | 836   |
| 10   | Noriaki Kasai    | Giappone  | 720   |

### Torneo dei quattro trampolini

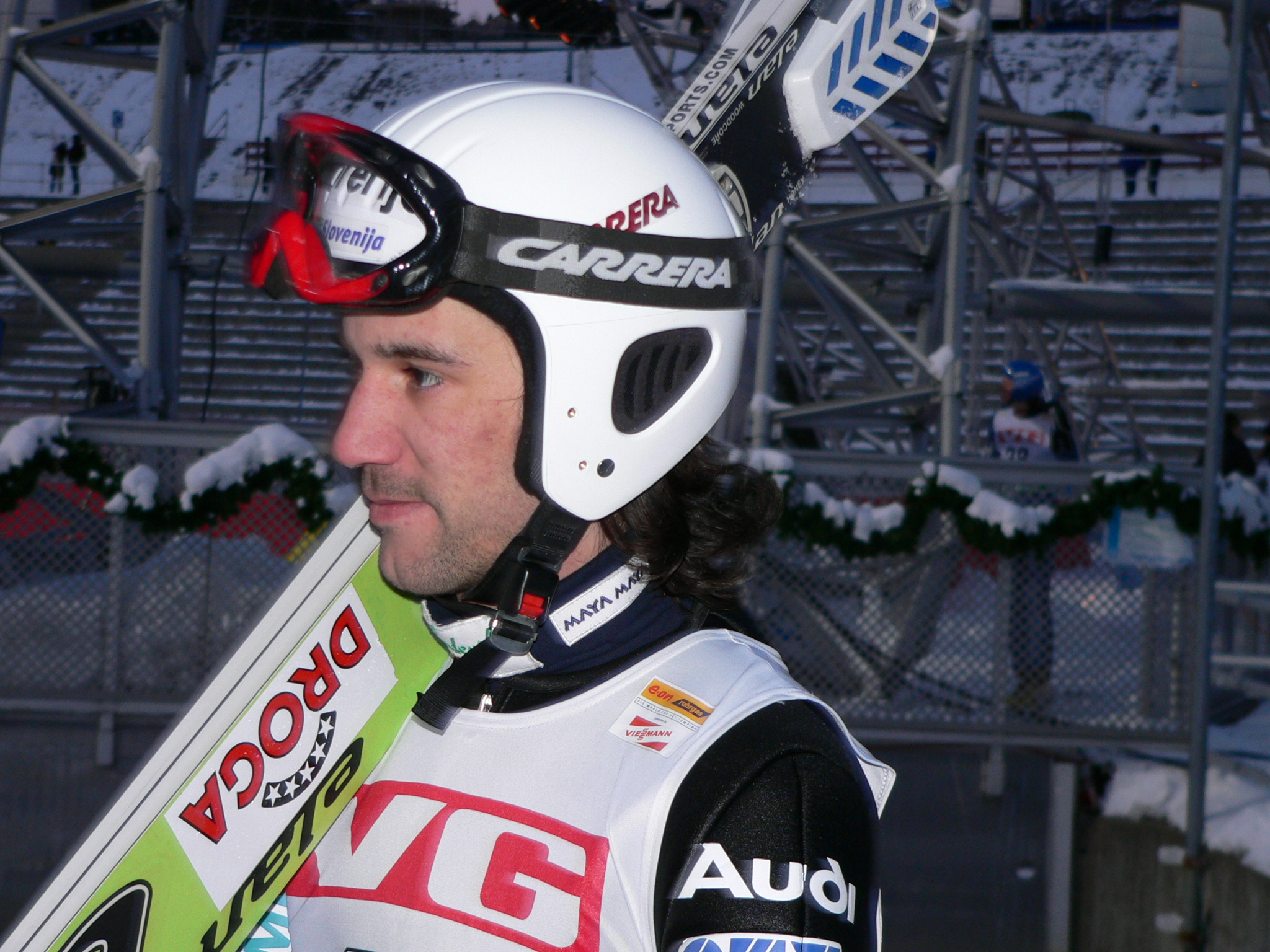
Primož Peterka

| Pos. | Nome               | Nazione   | Punti |
| ---- | ------------------ | --------- | ----- |
| 1    | Kazuyoshi Funaki   | Giappone  | 944   |
| 2    | Sven Hannawald     | Germania  | 913   |
| 3    | Janne Ahonen       | Finlandia | 907   |
| 4    | Andreas Goldberger | Austria   | 884   |
| 5    | Jani Soininen      | Finlandia | 864   |

### Salto
| Pos. | Nome             | Nazione   | Punti |
| ---- | ---------------- | --------- | ----- |
| 1    | Primož Peterka   | Slovenia  | 1082  |
| 2    | Masahiko Harada  | Giappone  | 1076  |
| 3    | Andreas Widhölzl | Austria   | 1037  |
| 4    | Kazuyoshi Funaki | Giappone  | 1017  |
| 5    | Jani Soininen    | Finlandia | 903   |

### Volo
| Pos. | Nome             | Nazione  | Punti |
| ---- | ---------------- | -------- | ----- |
| 1    | Sven Hannawald   | Germania | 258   |
| 2    | Kazuyoshi Funaki | Giappone | 217   |
| 3    | Primož Peterka   | Slovenia | 171   |
|      | Andreas Widhölzl | Austria  | 171   |
| 5    | Lasse Ottesen    | Norvegia | 157   |

### Nordic Tournament
| Pos. | Nome             | Nazione  |
| ---- | ---------------- | -------- |
| 1    | Andreas Widhölzl | Austria  |
| 2    | Sven Hannawald   | Germania |
| 3    | Hiroya Saitō     | Giappone |

### Nazioni

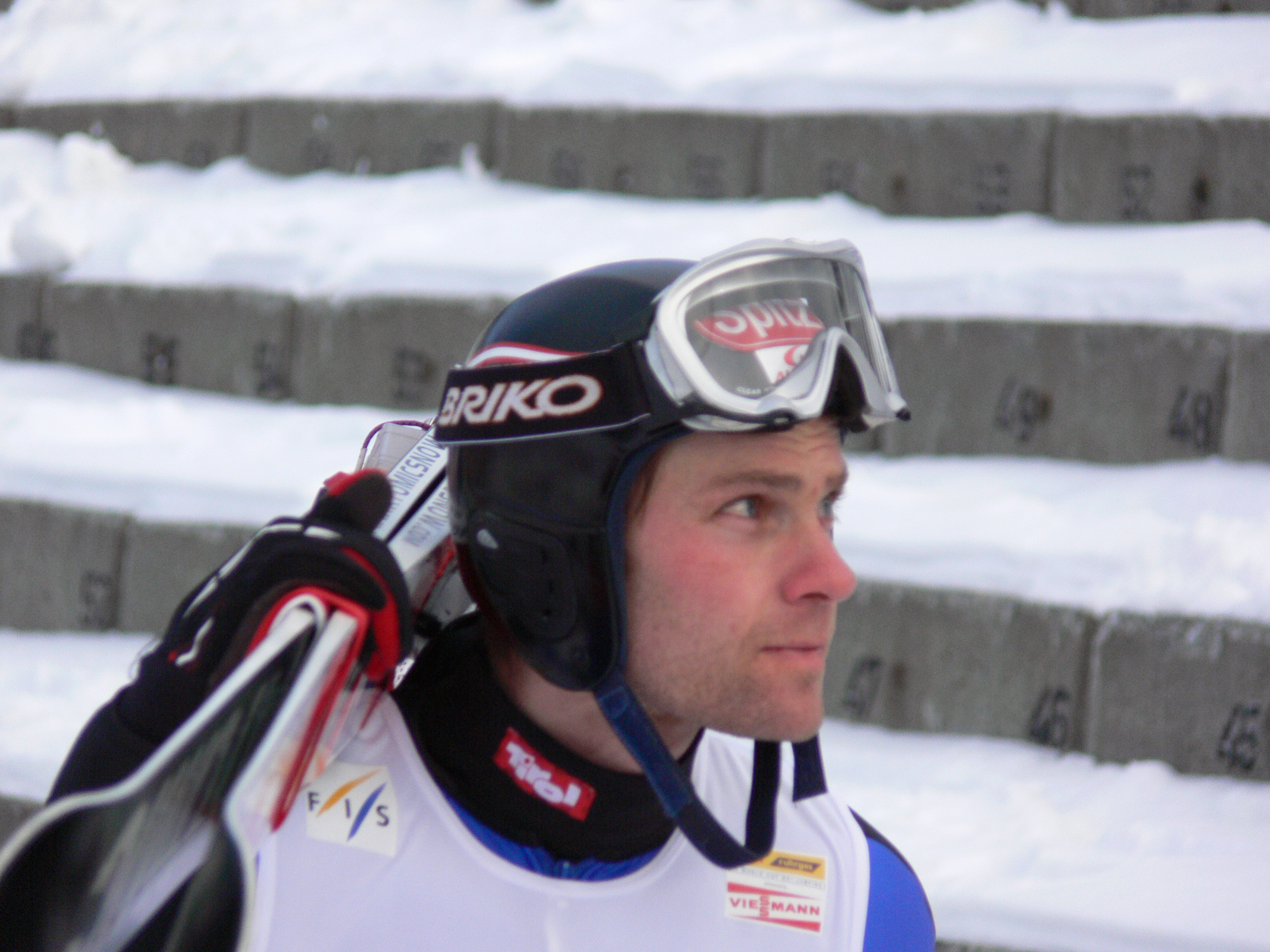
Andreas Widhölzl

| Pos. | Nazione   | Punti |
| ---- | --------- | ----- |
| 1    | Giappone  | 5224  |
| 2    | Austria   | 3200  |
| 3    | Germania  | 3176  |
| 4    | Finlandia | 2758  |
| 5    | Norvegia  | 1987  |